# HiLi
HiLi（ひぃ、10月21日 - ）は、日本の男性サウンドクリエイター。ひぃPとも呼ばれる。

## 概要
元気で可愛い子どもっぽいメルヘンな世界を詞と曲で表現している。
現在は同人作品をメインに、商業作品向けゲーム・アニメーション用BGMやボーカル曲、学校関連へのBGM・演劇用BGM提供などの活動を行っている。
またフリー音楽素材こんとどぅふぇを運営し、BGMを無料で提供している。

## 作品リスト
2010年
- 『しょうねんのえほん』（2010年10月31日発売） 
  - HiLiのオリジナル2ndミニアルバム。
- 『ほいっぷ！』（2010年10月31日発売） 
  - 同人サークルwitsのオリジナルアルバム。「ほいっぷ！」を提供。
- 『双命～crescentmoon～主題歌集』（2010年10月31日発売） 
  - 同人サークル子兎奪回屋のオリジナルアルバム。「双命～crescentmoon～」を提供。
- 『First St@ge』（2010年10月31日発売） 
  - 同人サークルアイドルステージ THEiDOLST@GEのオリジナルアルバム。「開演のあいさつ」を提供。
- 『はじまりの種！』（2010年5月5日発売） 
  - 音楽サークルwitsのオリジナルアルバム。「わたしのだいすきなもの」を提供。

2009年
- 『chou A la creme～恋の魔法はシュークリィム！？～』（2009年12月発売） 
  - HiLiと初音ミクのコラボレートシングル。

2008年
- 『そらのえほん-Tinkle sky story-』（2008年12月発売） 
  - HiLiのオリジナル1stミニアルバム。
- 『イントルーダーラルカオリジナルサウンドトラック』（2008年8月発売） 
  - CARYOのゲーム「イントルーダー・ラルカ」のオリジナルサウンドトラック。作曲で参加。